# Requinto (cordófono)

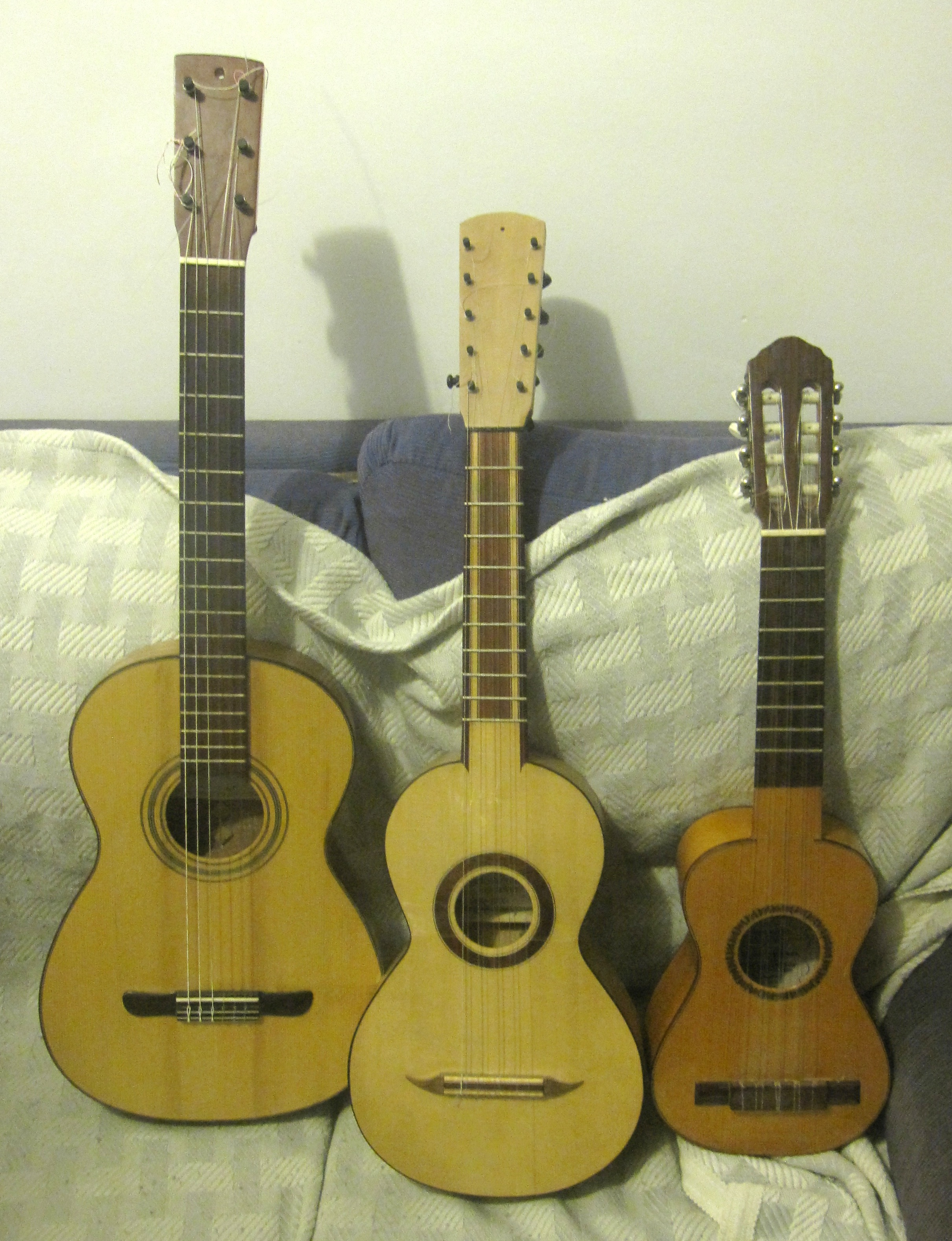
De izquierda a derecha: guitarra, tenor y requinto.

El término requinto es el nombre genérico de una serie de instrumentos cordófonos similares a la guitarra, aunque de menor tamaño, cuyas características varían de acuerdo con la región
Su afinación equivale al de una guitarra clásica que tuviera una cejilla en el quinto traste (de ahí proviene el nombre), o sea una cuarta justa ―es decir, dos tonos y medio (o sea, cinco semitonos)― más aguda que la afinación de la guitarra:
- la5 (la primera cuerda, que es la inferior de las seis cuerdas)
- mi5 (la segunda cuerda)
- do5 (la tercera cuerda)
- sol4 (la cuarta cuerda)
- re4 (la quinta cuerda)
- la3 (la sexta cuerda, más gruesa, que es la superior de las seis cuerdas).[1]

El índice registral de estas notas tiene en cuenta que el do4 es el do central de un piano.

## Requinto aragonés
El requinto aragonés, también llamado guitarrico o guitarreta, es un instrumento de la familia de la guitarra, de tamaño menor que aquella y que posee cuatro cuerdas de tripa (o nailon en facturas modernas). 
También se denomina «requinto» al guitarro de cinco cuerdas, un instrumento muy cercano a la guitarra barroca y que posee su misma afinación.
También existen las denominaciones guitarró o .
Es uno de los instrumentos habituales en las rondallas o conjuntos instrumentales en la ejecución de la jota aragonesa, aunque su número suele ser reducido e incluso haber uno solo, que desempeña una función rítmica de tesitura aguda.
Uno de sus intérpretes más célebres fue el cantador de jota el Tuerto de las Tenerías (seudónimo artístico del zaragozano Mariano Malandía Tena, 1847-1935).
Las dos posibles afinaciones de este instrumento son, empezando desde la primera cuerda (o prima), la cuerda inferior de las seis cuerdas:
- si, fa#, re, la, mi, si
- la, mi, do, sol, re, la (predeterminada)

## Requinto paraguayo
Similar al mexicano, es una guitarra clásica (a veces más pequeña) afinada como si tuviera una cejilla en el quinto traste (de ahí proviene el nombre). Por lo general usa las cuerdas estándar de guitarra, repitiendo en la 1ª y la 2ª la cuerda más fina y llegando a la 6ª con una cuerda normal de 5ª; también se emplea una cuerda más fina de arpa para la 1ª. Su afinación es (de agudos a graves) la, Mi, Do, Sol, Re, La. Se utiliza generalmente en el folklore y flamenco para melodías y solos porque su registro más "cantable" lo hace muy adecuado.

## Requinto colombiano

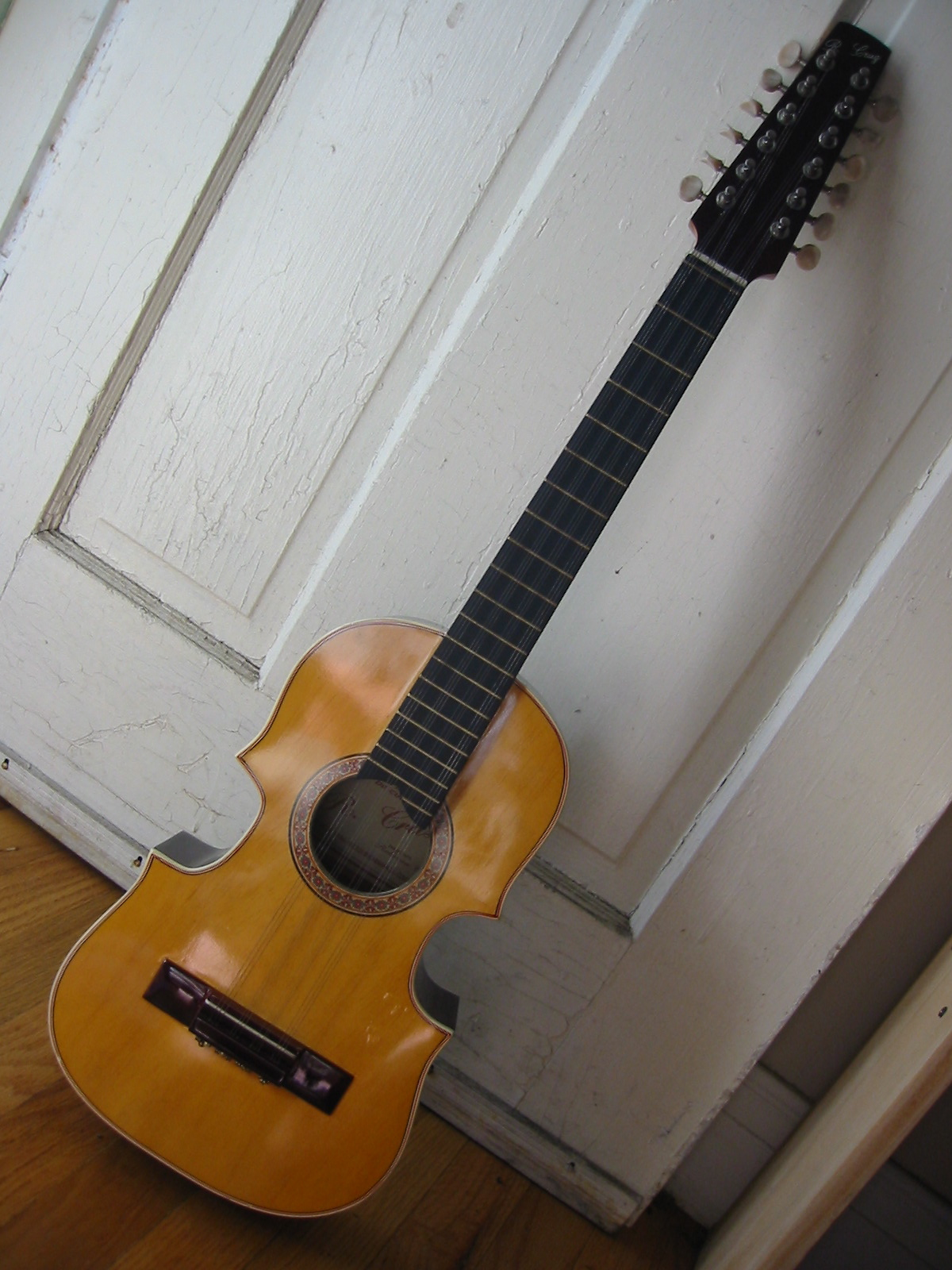
Tiple requinto.

Tiene doce cuerdas hechas de acero, distribuidas en cuatro órdenes triples, o de diez cuerdas distribuidas en dos triples y dos dobles; a este instrumento de cuerda de género requinto, se le tipifica y se le conoce con el nombre de ‘tiple requinto’.
Con él se interpreta la línea melódica en un conjunto; aunque se puede puntear con los dedos, por velocidad se usa la plumilla plectro.
Se usa en la ejecución de ritmos típicos colombianos como bambucos, guabinas, pasillos, torbellinos, música carranguera, pero teniendo en cuenta su versatilidad como instrumento melódico, esto ha hecho que se abra la brecha para interpretar otro tipo de géneros fuera del panel musical colombiano como lo es
la música clásica,
música tropical y
rock.
La afinación del requinto colombiano, de agudas a graves, es la, mi, do y sol (llamado en Colombia como «afinación en do mayor»).
Inicialmente, su afinación original era un tono más bajo; es decir, re, la, fa y do (D4, A4, F4 y C4), que en Colombia se conoce como «afinación en si bemol»).
- El primer orden se afina una quinta más grave con respecto al segundo orden, o una segunda más aguda que el cuarto orden;
- el segundo orden se afina una quinta más aguda que el primer orden, y una tercera más aguda que el tercer orden;
- el tercer orden se afina una tercera más grave que el segundo orden, y una tercera más aguda que el primer orden, y
- el cuarto orden se afina un tono (una segunda) más grave que el primer orden.

## Requinto dominicano
El requinto de Santo Domingo se conoce como «requinto dominicano» o micropunta. 
Tiene diez cuerdas de acero, duplicadas en cinco órdenes.
Su afinación (desde las cuerdas inferiores a las superiores) es:
- do4 (C4, en la nomenclatura inglesa, que se utiliza en Santo Domingo)
- fa4 (F4)
- la#4 (A#4)
- re5 (D5)
- sol5 (G5)

Todos los órdenes están afinados al unísono (o sea, tocan exactamente la misma nota).

## Requinto mexicano
Posee seis cuerdas y tiene una forma similar a la de la guitarra, aunque de menor tamaño en lo referido a su longitud, pero de caja más ancha.
La afinación es similar a la de una guitarra estándar con capotraste en el quinto traste. Por lo tanto, la afinación de este requinto es
- la
- mi
- do
- sol
- re
- la.

Se utiliza principalmente para la interpretación de boleros, trova yucateca y sones istmeños.
Su creación se atribuye a Alfredo Bojalil Gil (El Güero Gil), quien fue tercera voz y requintista del icónico trío Los Panchos, originario de Teziutlán Puebla.

### Requinto jarocho
El requinto jarocho o «guitarra de son» se utiliza en el son jarocho del estado de Veracruz (México).

## Requinto peruano
El requinto peruano es un instrumento electroacústico de diez cuerdas de acero ordenadas en 6 órdenes, siendo triples los dos primeros órdenes y simples los cuatro órdenes siguientes.
Originalmente se fabricaba con 19 trastes, aunque en la actualidad la mayoría de fabricantes de guitarras o requintos peruanos han optado por aumentar el número de trastes llegando a ser un total de 24 trastes, quedando casi en desuso el de 19 trastes. 
El requinto peruano es una réplica de la guitarra canadiense Godin A10
afinada en mi como la guitarra estándar, provista de 22 trastes y 6 órdenes, siendo triples los dos primeros órdenes, y simples los cuatro órdenes siguientes, con el objeto de lograr un efecto chorus similar al de la guitarra de 6 órdenes dobles (conocida como docerola).
Existen dos tipos de requintos peruanos: los que están afinados en la nota sol menor (Gm), y los requintos afinados en fa menor (Fm).
Normalmente, un requinto de 21 trastes está afinado en la nota sol (o sea, sol, re, si, sol, re, sol) y el requinto de 24 trastes estaría afinado en fa (fa, do, la, fa, do, fa).
Es muy utilizado en la música folclórica peruana (especialmente en el huayno) y se le destina como un instrumento exclusivamente melódico y no de acompañamiento armónico, a diferencia de la guitarra Godin A10, que fue fabricada para ejecutar ambas cosas.

## Requinto venezolano
Se le suele llamar guitarro, guitarro primo o primo.
También posee doce cuerdas de acero, distribuidas en cuatro órdenes triples. Se usa para acompañar la música andina venezolana. Su afinación es la de su similar colombiano, con la diferencia de que la tercera cuerda de cada orden está afinada una octava más baja que las otras dos. Otra afinación alterna es: si, fa#, re, la.
Sin embargo, en el primer orden todas las cuerdas están afinadas igual, y en los restantes órdenes, la tercera cuerda está afinada una octava más baja. Curiosamente, esta última es la misma afinación (pero en sentido inverso) del cuatro venezolano.

## Requinto ecuatoriano
Introducido a Ecuador a partir del requinto mexicano, construido por Vicente Tatay por órdenes del músico y compositor Alfredo Güero Bojalil Gil entre los años 1945 y 1946. El primer requinto llegado a Ecuador fue por obra del intérprete quiteño Guillermo Rodríguez, quien realizó grabaciones y recitales tanto dentro como fuera del país.
El requinto ha sido empleado para interpretar géneros como pasillo, pasacalle, bolero, albazo, capishca, fox incaico y bomba, entre otros.